# 苏厄德广场

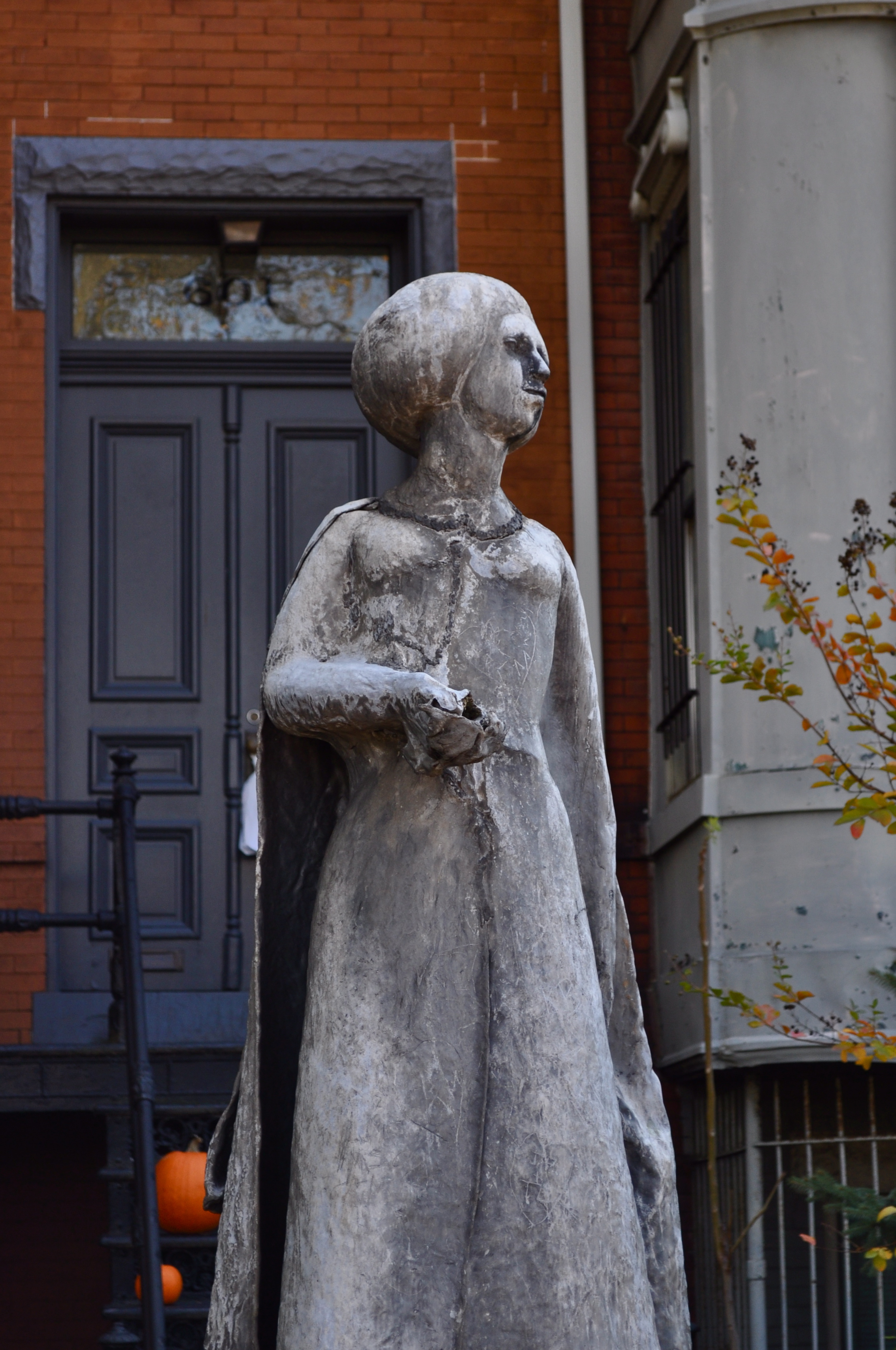

苏厄德广场（Seward Square）是一个城市广场和公园，由美国国家公园管理局维护，位于华盛顿哥伦比亚特区东南区的国会山社区，宾夕法尼亚大道和北卡罗莱纳大道交汇处。广场西以4街为界，东到6街。因为宾夕法尼亚大道和北卡罗莱纳大道在广场中间交汇，广场被分成四个小公园。该公园得名于亚伯拉罕·林肯和安德鲁·约翰逊总统时期的美国国务卿威廉·亨利·苏厄德。苏厄德以在1867年从俄罗斯帝国购买阿拉斯加而著称。这次购买当时受人嘲笑，被称为 “苏厄德的愚蠢”。公园内并没有威廉·苏厄德的雕像，而在6街和北卡罗莱纳大道转角的私人住宅有他的养女奥利弗·里斯利·苏厄德的雕像（1971年）。

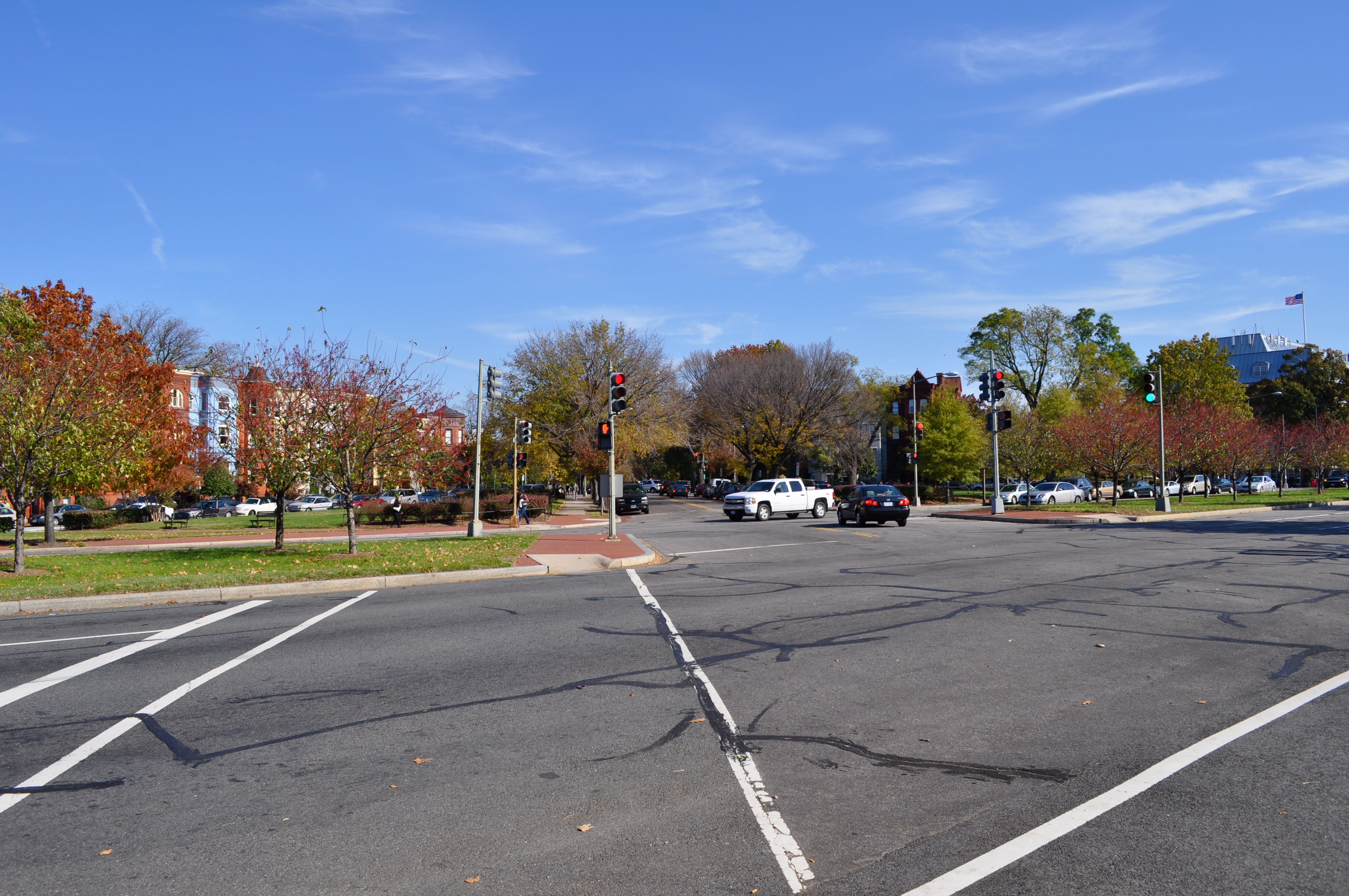